# Papuatrigona atricornis
Papuatrigona é um gênero recém criado de abelha sem ferrão presente na Oceania, mais especificamente na Nova Guiné. Existem por volta de 500 espécies de abelhas sem ferrão no mundo catalogadas em diversos gêneros diferentes. Muitas espécies ainda não foram descobertas e outras estão passando por revisões para reenquadrá-las como novas espécies ou pertencentes a outros gêneros.
Existe até o momento apenas 1 espécie de Papuatrigona catalogada, sendo ela:
| Gênero       | Espécie                 | Nome popular (se tiver) |
| Papuatrigona | Papuatrigona atricornis | Papuatrigona atricornis |